# Dirty Projectors
I Dirty Projectors sono un gruppo musicale statunitense

## Storia
Mentre studiava a Yale, Longstreth ha trascorso parte degli anni 2001 e 2002 lavorando su una serie di idee musicali, insieme a suo fratello Jake.  Ciò ha portato all'album, The Graceful Fallen Mango, pubblicato nel 2002. Con l'aiuto di Adam Forkner degli Yume Bitsu, Longstreth registrò e pubblicò The Glad Fact sull'etichetta Western Vinyl sotto il nome di "The Dirty Projectors" nel 2003.
Due anni dopo, la band pubblicò The Getty Address, un concept album sul musicista Don Henley che presenta un ampio accompagnamento orchestrale e corale. L'EP New Attitude seguì nel 2006 e presentava sentori del successivo interplay vocale e del lavoro chitarristico della band.
Nel 2007, la band ha pubblicato Rise Above, un album di canzoni dei Black Flag re-immaginate a memoria. L'album introdusse il contrasto distintivo della band tra la voce di Longstreth e le armonie di Amber Coffman e Susanna Waiche, che fu poi sostituita da Angel Deradoorian. A supporto dell'album, la band ha eseguito canzoni per una sessione video acustica Take Away Show girata da Vincent Moon.

## Formazione

### Formazione attuale
- David Longstreth – voce, chitarra (2002–presente)
- Mike Daniel Johnson – batteria (2012–2013; 2017–presente)
- Maia Friedman – chitarra (2018–presente)
- Felicia Douglass – percussioni (2018–presente)
- Kristin Slipp – tastiera (2018–presente)

### Membri precedenti
- Adam Forkner –  batteria (2002–2005)
- Rostam Batmanglij – tastiera  (2004–2005)
- Jona Bechtolt – tastiera (2004–2005)
- Charlie Looker – chitarra  (2005–2006)
- Will Glass – batteria (2005–2006)
- Nat Baldwin – basso (2005–2006; 2007–2013; 2016; 2017; 2018–2019)
- Susanna Waiche – voce (2006)
- Brian McOmber – batteria (2006–2012)
- Nadia Sirota – viola (2012; 2017)
- Steve Marion – chitarra (2013)
- Tyondai Braxton – tastiera (2017)
- Mauro Refosco – percussioni (2017)

## Discografia

### Album
- The Glad Fact (2003)
- Morning Better Last! (2003)
- Slaves' Graves and Ballads (2004)
- The Getty Address (2005)
- Rise Above (2007)
- Bitte Orca (2009)
- Swing Lo Magellan (2012)
- Dirty Projectors (2017)
- Lamp Lit Prose (2018)
- 5EPs (2020)

### EP
- New Attitude (2006)
- About to Die (2012)

### Collaborazioni
- Mount Wittenberg Orca (con Björk, 2010, Domino Records)